# Schistocichla
Schistocichla är ett fågelsläkte i familjen myrfåglar inom ordningen tättingar. Släktet omfattar sju arter som förekommer i Sydamerika från Colombia till Guyanaregionen genom Amazonområdet i Brasilien och Peru till nordligaste Bolivia :
- Skiffermyrfågel (S. schistacea)
- Fläckvingad myrfågel (S. leucostigma)
- Humaitámyrfågel (S. humaythae)
- Brunhuvad myrfågel (S. brunneiceps)
- Rostkindad myrfågel (S. rufifacies)
- Roraimamyrfågel (S. saturata)
- Cauramyrfågel (S. caurensis)